# Moreira de Cónegos
Moreira de Cónegos – miasto przemysłowe i sołectwo (freguesia) na północy Portugalii, w dystrykcie Braga, w regionie Północ w podregionie Ave, w gminie Guimarães.